# Serra Tapirapeco (berg i Brasilien)
Serra Tapirapeco är ett berg i Brasilien.   Det ligger i delstaten Amazonas, i den nordvästra delen av landet, 2 600 km nordväst om huvudstaden Brasília. Toppen på Serra Tapirapeco är 2 000 meter över havet.
Terrängen runt Serra Tapirapeco är bergig västerut, men österut är den kuperad. Serra Tapirapeco är den högsta punkten i trakten. Trakten runt Serra Tapirapeco är nära nog obefolkad, med mindre än två invånare per kvadratkilometer.. Det finns inga samhällen i närheten.
I omgivningarna runt Serra Tapirapeco växer i huvudsak städsegrön lövskog.